# 基吉家族
基吉家族是一個來自錫耶納的義大利貴族世家，家族成員包括數位樞機、一位教宗及多位親王、公爵。

## 家族起源
基吉家族起源於錫耶納，是古老貴族阿登蓋斯基家族的後裔，本來是一個銀行家家族，於14世紀後期成為貴族。
家族第一個著名的成員是真福萊切托的喬凡尼（Giovanni da Lecceto，1300－1363），是一名隱士，在薄伽丘的十日談中提到他與另一位真福安潔拉（Angela）在1348年的鼠疫爆發期間積極幫助需要的人。

## 家族興起

### 羅馬分支
馬里亞諾（Mariano，1439－1504）是讓家族權勢提升的重要成員，於教宗亞歷山大六世及儒略二世期間，他曾兩度代表錫耶納出任錫耶納駐教廷大使，他也創立了基吉家族位於羅馬的分支並重建了家族位於錫耶納的宮殿。
馬里亞諾的兒子阿戈斯蒂諾·基吉於1487年來到羅馬協助他的父親，他藉由借貸給亞歷山大六世而變得富有，並獲得了教宗國及那不勒斯王國的食鹽專賣權與托爾法及伊斯基亞迪卡斯楚的明礬開採權，大大的累積了家族資產，他於亞歷山大六世去世後因幫助朱利亞諾·德拉·羅維雷樞機成為教宗，被獲准將德拉·羅維雷加入姓氏中。而阿戈斯蒂諾也是個慷慨的藝術贊助者，他資助過皮埃特羅·本博、保羅·喬維奧及皮埃特羅·阿雷蒂諾等人並修建了法爾內西納別墅。
真正讓家族勢力達到頂峰的是當法比歐·基吉於1655年當選為教宗亞歷山大七世，他上任後積極使用裙帶關係，他的兩個姪子弗拉維奧·基吉 (1631-1693)及西吉斯蒙多·基吉被他任命為姪子樞機，另一個姪子阿戈斯蒂諾（Agostino，1634－1705）被安排娶了保祿五世的姪曾孫女，博爾蓋塞家族的瑪麗亞·維吉尼亞·博爾蓋塞（Maria Virginia Borghese，1642－1718），他被任命為法爾內塞及坎帕尼亞諾親王及阿里恰公爵並於1712年被任命為世襲職位神聖羅馬教會及祕密會議元帥，也因為不斷地擴張家族勢力，基吉家族從17世紀下半葉到19世紀中葉，一直都是教宗國的前五大地主。
阿戈斯蒂諾親王另一個名為阿戈斯蒂諾（1710－1769）的兒子娶了阿爾巴尼家族的女繼承人茱莉亞·阿爾巴尼（Giulia Albani），將阿爾巴尼加入他的姓氏，成為基吉·阿爾巴尼·德拉·羅維雷（Chigi Albani Della Rovere）。
最後一位出任樞機的家族成員是弗拉維奧·基吉 (1810-1885)，他曾代表教廷出任駐巴黎大使。
盧多維科·基吉·阿爾巴尼·德拉·羅維雷親王是所有親王中最為人所知的一位，他曾於1931－1951年擔任馬爾他騎士團大教長。
盧多維科的孫子阿戈斯蒂諾親王（1929－2002）是一名歷史學家、藝術贊助者及慈善家，他於1988年12月29日將家族位於阿里恰的宅邸基吉宮 (阿里恰)連同周邊公園捐贈給了當地政府。
目前家族的首領是馬利奧三世·基吉·阿爾巴尼·德拉·羅維雷親王（Mario III Chigi，1929－），他是盧多維科親王最小的弟弟弗朗切斯科（Francesco）與安娜·托隆尼亞（Anna Torlonia）的兒子，馬利奧三世與他的兒子弗拉維奧公爵（Flavio Chigi，1975－）居住在羅馬的卡斯特爾弗薩諾的別墅裡。

### 錫耶納及其他分支
馬里亞諾的弟弟班奈迪托（Benedetto）開啟了家族另一個分支，這個分支中較著名的成員是音樂家及政治家希皮歐內·基吉（Scipione Chigi，1584－1633）及托斯卡納大公國海軍將領及義大利王國參議員卡洛·科拉迪諾·基吉，他的兒子法比歐·基吉（1848－1906）開啟了基吉-薩拉切尼-盧凱里尼分支（Chigi-Saracini-Lucherini）。
弗拉維奧·基吉 (1631-1693)於將自己的財富與頭銜給了他的外甥波納溫圖拉（Bonaventura），創建了錫耶納的基吉-宗達達里分支（Chigi-Zondadari）。
阿戈斯蒂諾·基吉的弟弟弗朗切斯科·基吉（Francesco Chigi）的後代創立了維泰博的基吉·蒙托羅分支（Chigi Montoro di Viterbo）。

## 家族建築
- 基吉宮：位於羅馬，建於1562－1580年，原本是屬於阿爾多布蘭迪尼家族（英语：Aldobrandini family），基吉家族於1659年將之購得並加以改建，現在是義大利總理官邸。
- 基吉宮 (阿里恰)（義大利語：Palazzo Chigi (Ariccia)）：位於阿里恰，是阿里洽公爵的宮殿，始建於15世紀，原本是屬於薩維利家族（英语：Savelli family），後被基吉家族收購並於1664－1672年改建，目前作為博物館對公眾開放。
- 基吉小堂：位於羅馬的人民聖母聖殿旁，1507年儒略二世授權阿戈斯蒂諾·基吉建造。